# Dasychira elegans
Dasychira elegans är en fjärilsart som beskrevs av Butler 1882. Dasychira elegans ingår i släktet Dasychira och familjen tofsspinnare. Inga underarter finns listade i Catalogue of Life.